# Campo de Montiel (histórico)
El Campo de Montiel es una comarca natural e histórica de España. Está formada principalmente por municipios que se encuentran en el sureste de la provincia de Ciudad Real, a los que se une el municipio de Ossa de Montiel, en la provincia de Albacete y geográficamente también otros de dicha provincia. Ambas provincias se encuentran en la comunidad autónoma de Castilla-La Mancha.
En las relaciones topográficas de Felipe II, y referido a Villanueva de los Infantes, su capital, dice en su punto número 4: "Cay esta villa en el Reino de Toledo, en las bertientes de los principios de sierra Morena, que llaman en el Campo de Montiel, que es entre la Mancha y sierra Morena" . 
Esta comarca se originó al recibirla como señorío la Orden de Santiago, la cual fundó tres pueblos: Torre de Juan Abad, Alhambra y Montiel, cada uno con numerosas aldeas que después acabaron independizándose. En el siglo XVI, el rey Felipe II consagró esta comarca al colocar la capital comarcal en Villanueva de los Infantes, pues era y es el centro geográfico del Campo de Montiel.

## Municipios del Campo de Montiel histórico

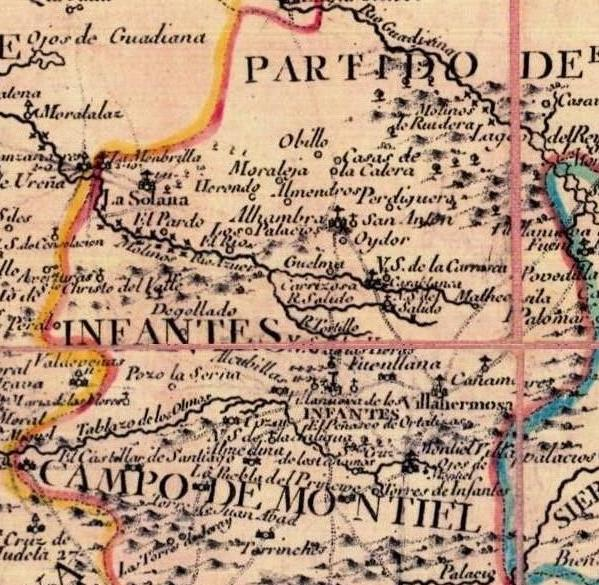
Mapa del Campo del Montiel histórico (fragmento de la antigua provincia de La Mancha, por Thomás López Pensionista, año 1765).

Existe cierto debate sobre el origen de este concepto, hablándose de un Campo de Montiel geográfico y otro de carácter histórico. No obstante, Carlos J. Rubio (2011) señala el origen natural del concepto, pero que poco después, en el siglo XIV, fue usado para denominar distintas instituciones territoriales:
"El corónimo Campo de Montiel hace alusión a una comarca de carácter natural que fue asociada, desde la misma formación del concepto, a los territorios de la Orden de Santiago situados al sur del Tajo y que se contraponían a las manchas de Montearagón y de Vejezate. El concepto se consolidó con la formación, en el siglo XIV, de las comunidades santiaguistas de aprovechamiento de tierras valdías y comunes: La Mancha, el Campo de Montiel y la Sierra del Segura. No obstante, fueron las instituciones religiosas, en concreto la vicaría del Campo de Montiel, las que pudieron darle con más precisión un significado jurisdiccional y cultural"
Según los estudios de Manuel Corchado Soriano (1971), el Campo de Montiel está formado por 21 municipios de la provincia de Ciudad Real y uno de la provincia de Albacete. Estos son:
- En la provincia de Ciudad Real:
  - Por el partido de Infantes: Albaladejo, Alcubillas, Alhambra, Almedina, Carrizosa, Cózar, Fuenllana, Montiel, Puebla del Príncipe, Santa Cruz de los Cáñamos, Terrinches, Torre de Juan Abad, Villahermosa, Villamanrique, Villanueva de la Fuente, Villanueva de los Infantes.
  - Por el partido de Manzanares: Membrilla, San Carlos del Valle, La Solana.
  - Por el partido de Valdepeñas: Castellar de Santiago, Torrenueva.
- En la provincia de Albacete (por el partido de Alcaraz): Ossa de Montiel.

Corchado (1973) advierte también que el Campo de Montiel vio disminuido su territorio en 1773 con la creación del Real Sitio de Ruidera, que pasó del término municipal de Alhambra al de Argamasilla de Alba, y pasó a depender de la Orden de San Juan. En 1990, Ruidera se independizó de Argamasilla de Alba, constituyéndose en municipio. También, antiguamente, quedaba la parte más meridional del Campo de Montiel dentro de los términos municipales de Chiclana de Segura y Montizón, hoy en la provincia de Jaén. Asimismo, Beas de Segura, (Jaén), se considera históricamente vinculada al Campo de Montiel.
La comarcalización seguida por la Diputación de Ciudad Real excluye, sin embargo, de la comarca de Montiel, a los municipios de Membrilla, La Solana y Torrenueva. Membrilla y La Solana quedan ubicadas en la comarca Mancha, y Torrenueva en Sierra Morena. Ruidera también queda dentro de la comarca Mancha.
La denominación de origen de aceites del Campo de Montiel, creada en 2007, integra dentro de la misma también a los municipios ciudadrealeños de Almuradiel, San Lorenzo de Calatrava, Santa Cruz de Mudela, Valdepeñas y Viso del Marqués, además del resto de municipios históricos del Campo de Montiel de la provincia de Ciudad Real.
La denominación Campo de Montiel se extiende frecuentemente también por varios municipios del oeste de la provincia de Albacete, que históricamente pertenecieron al Alfoz de Alcaraz, con características geográficas compartidas. Estos municipios forman parte de la mancomunidad, considerada comarca en catálogos turísticos, de la sierra de Alcaraz y Campo de Montiel.
| Municipio                  | Población | Superficie | Densidad |
| -------------------------- | --------- | ---------- | -------- |
| Albaladejo                 | 1.535     | 48,94      | 31,36    |
| Alcubillas                 | 595       | 47,46      | 12,54    |
| Alhambra                   | 1.145     | 580,25     | 1,97     |
| Almedina                   | 714       | 55,90      | 12,77    |
| Carrizosa                  | 1.491     | 26,04      | 57,26    |
| Castellar de Santiago      | 2.213     | 95,50      | 23,17    |
| Cózar                      | 1.272     | 64,99      | 19,57    |
| Fuenllana                  | 302       | 59,96      | 5,04     |
| La Solana                  | 15.979    | 134,18     | 119,56   |
| Membrilla                  | 6.349     | 143,94     | 44,11    |
| Montiel                    | 1.613     | 271,29     | 5,95     |
| Ossa de Montiel            | 2.666     | 243,50     | 10,95    |
| Puebla del Príncipe        | 896       | 33,97      | 26,38    |
| Ruidera                    | 588       | 39,20      | 15       |
| San Carlos del Valle       | 1.224     | 57,88      | 21,15    |
| Santa Cruz de los Cáñamos  | 609       | 17,72      | 34,37    |
| Terrinches                 | 917       | 55,52      | 16,52    |
| Torre de Juan Abad         | 1.267     | 399,73     | 3,17     |
| Torrenueva                 | 2.820     | 144,15     | 19,56    |
| Villahermosa               | 2.264     | 363,01     | 6,24     |
| Villamanrique              | 1.432     | 370,00     | 3,87     |
| Villanueva de la Fuente    | 2.560     | 129,10     | 19,83    |
| Villanueva de los Infantes | 5.854     | 135,06     | 43,34    |

## Geografía

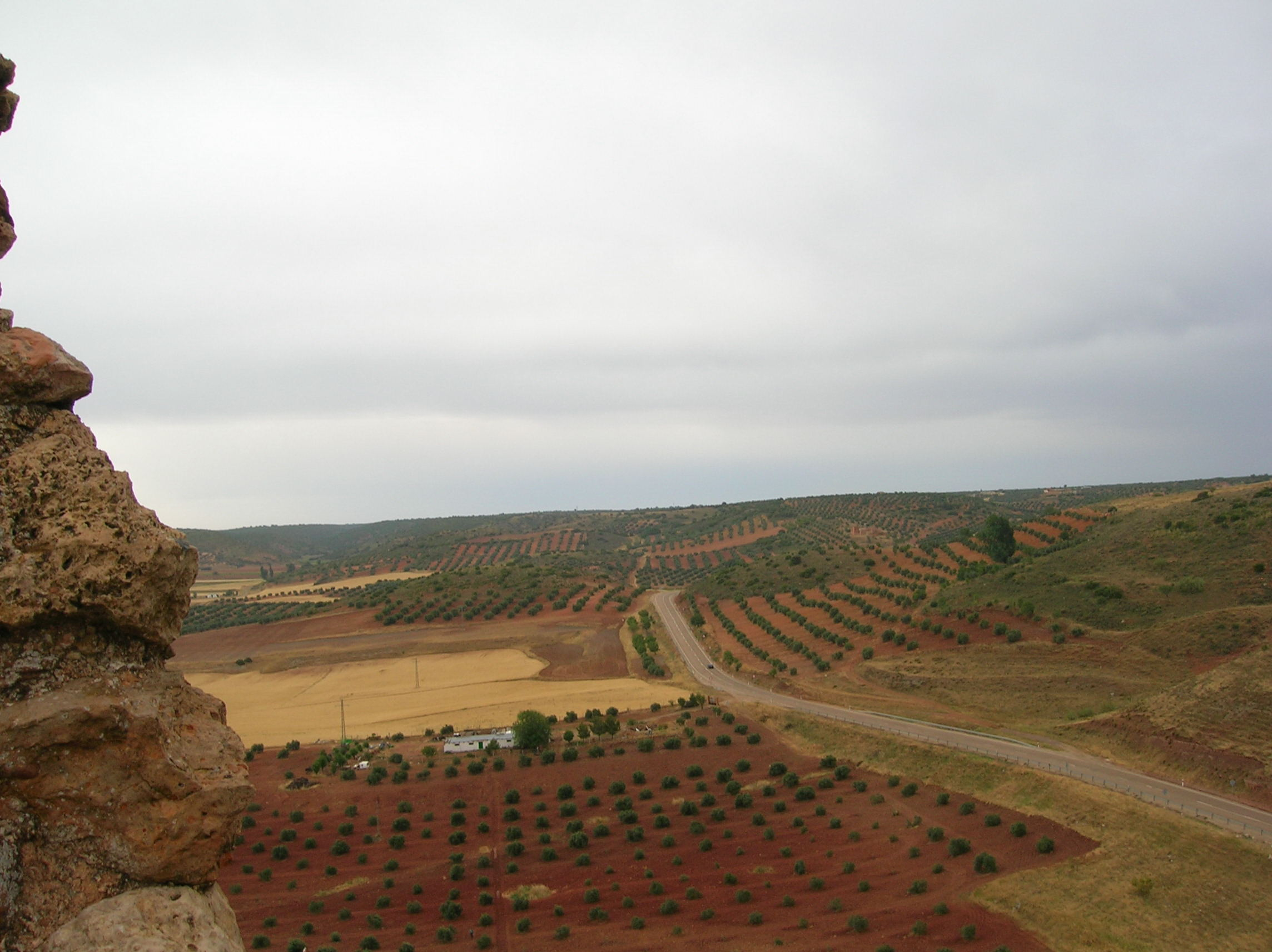
Vistas del Campo de Montiel ciudarrealeño (castillo de Alhambra).

El terreno se caracteriza por ser ondulado y por el monte bajo. En su límite meridional se encuentran los aledaños de Sierra Morena y en el oriental, la sierra de Alcaraz. Así la orografía de algunos pueblos como Albaladejo o Villamanrique, es mucho más escarpada. El clima es de tipo continental con veranos calientes y fríos invierno.
Las mencionadas características geográficas de la comarca (monte bajo, terreno ondulado), se extienden mucho más allá hasta algunos municipios vecinos de la provincia de Albacete, como Povedilla, Viveros, El Ballestero, El Bonillo, Lezuza, Munera, Balazote y La Herrera, poblaciones del antiguo Señorío de Alcaraz, llegando incluso, hasta bien entrado el término municipal de Villarrobledo (paraje del molino de La Pasadilla). Estos municipios junto a Ossa de Montiel, todos de la provincia de Albacete, conforman lo que actualmente también se ha denominado Campo de Montiel de Albacete.
En ella se encuentran las Lagunas de Ruidera, cabecera del río Guadiana. También nacen en esta comarca los ríos Azuer y Jabalón, ambos afluentes del Guadiana, así como los ríos Dañador, Guadalén y Guadalmena, tributarios de la cuenca del Guadalquivir. Bajo sus tierras se encuentra el acuífero 24 también conocido como 'acuífero del Campo de Montiel', una inmensa bolsa de agua subterránea que ha sufrido en las últimas décadas una gran sobreexplotación por los regadíos y que por sus rebosaderos da lugar al nacimiento de los ríos de la comarca.
La capital histórica es Villanueva de los Infantes, antigua aldea de Montiel, convertida en villa en el siglo XV.

## Población
La población total de la comarca histórica del Campo de Montiel a finales de 2005 según datos del INE es de 57.534 habitantes, de los que 25.351 se encuentran en el partido judicial de Villanueva de los Infantes.
Los municipios más poblados son: La Solana (15.761); Membrilla (6.500); Villanueva de los Infantes (5.894); Torrenueva (3.066) y Ossa de Montiel (2.836).

## Historia

La Cruz de Santiago, emblema de la Orden de Santiago.

La presencia humana en estas tierras ha dejado sus huellas en los numerosos yacimientos de la zona, uno de estos yacimientos se remonta a la prehistoria, como es el caso del Cerro Castillón-Peñaflor,  se trata de un cerro situado en Villanueva de los Infantes, las excavaciones llevadas a cabo en el mismo, nos indican que este cerro fue habitado en una etapa calcolítica en torno al 2500 a. C. También se ha encontrado restos íberos, sobre todo en las proximidades de los ríos. Se trata de una tierra de paso que ha sido atravesada por distintas vías de comunicación desde la Prehistoria. Algunas de ellas principales, como el conocido 'Camino de Aníbal' o Vía Augusta, que durante siglos fue el mejor paso natural entre la Meseta, Levante y las llanuras béticas. Nada se adentraban hacia en centro de la Meseta, por Laminium, como la que pasaba por el puente de Triviño el río Jabalón.
En la época visigoda, destaca la existencia del Obispado de Mentesa, ciudad ya fundada por los romanos, y que se encontraría no lejos de Villanueva de la Fuente. Vestigio importante de la época romana son los mosaicos romanos encontrados en lo que debió ser una casa señorial cercana a la actual Albaladejo. 
Durante más de seis siglos formó una unidad política dentro de los territorios administrados por la Orden de Santiago, a la que le fueron entregados por la Corona de Castilla después de su reconquista a principios del siglo XIII. Según Corchado (1971), originalmente se daría el nombre de Campo de Montiel al término dominado por el castillo de Montiel, excluyendo los términos de los castillos de Alhambra, Algecira y Eznavejor. En 1214 la Orden de Santiago recibió por donación real los castillos de Alhambra y de la Algezira, en 1215 el de Eznavejor, y en 1227 los de San Pablo y la Estrella en Montiel. De esta manera, el topónimo Campo de Montiel se extendió a los términos de estos castillos, de un modo jerárquico y rígido, siendo Montiel la cabeza de la comarca.
El 23 de marzo de 1369, tuvo lugar el famoso episodio de la tragedia de Montiel: en unos de los campos de batalla anexos al castillo de la Estrella, Enrique de Trastámara (futuro Enrique II), hermano bastardo del rey Pedro I, llamó a éste a un encuentro personal en su campamento, y se produjo un duelo cuerpo a cuerpo entre ambos. Cuando Pedro iba a apuñalar a Enrique, uno de los lugartenientes de Enrique (tal vez Arturo de Lorenzo, un mercenario que había desertado de las huestes del rey Pedro), exclamó aquello de: "Ni quito ni pongo Rey..., pero ayudó a mi señor...", que desplazando a Pedro del acoso a su señor, consiguió que la suerte cambiara, para que fuera Enrique quien apuñalara al rey Pedro. Hoy, un sencillo monolito en el lugar del encuentro nos recuerda la fecha de este episodio.
El Campo de Montiel se convirtió bajo el dominio de la Orden de Santiago, (según Corchado) en una demarcación geográfica con fines administrativos, prueba de ellos son los numerosos asentamientos de repoblación que realizó esta orden, entre ellos podemos nombrar Castillón-Peñaflor, Peñaflor fue una aldea fortificada, o Jamila , que aparece mencionada como aldea en el siglo XIII, aunque lo más probable es que se trate de un santuario dedicado a la Virgen en época de Reconquista y Repoblación medieval de la zona.  En 1573, el rey Felipe II decidió que la capitalidad de la comarca pasase a Villanueva de los Infantes, con lo que pasó a llamarse Partido de Infantes, o de Villanueva de los Infantes.
En estas tierras situó Miguel de Cervantes el comienzo de las hazañas de su personaje más universal, Don Quijote de la Mancha (1605): "Y comenzó a caminar por el antiguo y conocido Campo de Montiel y era verdad que por él caminaba" (Capítulo II).
Más tarde, según Orden de S.M. por el Excmo. Sr. el conde de Floridablanca, de 22 de marzo de 1785, se declaraba la Provincia de La Mancha, dentro de la cual, esta comarca se integraba distribuida entre los partidos de Infantes (de la Orden de Santiago) y del Alfoz de Alcaraz.
Al establecerse la división provincial de España en 1833, la mayor parte de la comarca pasó a formar parte de la de Ciudad Real, salvo el municipio de Ossa de Montiel que se integró en la de Albacete. Los municipios pertenecientes a la provincia de Ciudad Real formaron en su mayor parte el partido judicial de Infantes, salvo La Solana, Membrilla y San Carlos del Valle que pasaron a depender del de Manzanares; mientras Castellar de Santiago y Torrenueva pasaron al de Valdepeñas.
La comarca tiene desde 2007 la primera denominación de origen con su nombre "Campo de Montiel" para el aceite de oliva virgen allí producido.
El 22 de octubre de 2008 se constituyó en Almedina la Mancomunidad de municipios "Campo de Montiel-Cuna del Quijote" que agrupa a 14 municipios ciudadrealeños, todos los pertenecientes al partido judicial de Infantes excepto Carrizosa y Alhambra. Es la primera vez que la comarca se estructura administrativamente de una forma autónoma desde 1833, cuando aún era dependiente de la Orden de Santiago.
Un grupo de municipios de la provincia de Albacete, vecinos de esta comarca, con la que comparten las características orográficas, utilizan este nombre para denominar a la asociación mancomunada de municipios que han creado para obtener fondos de la Unión Europea. El único municipio del "antiguo Campo de Montiel", como lo llamó Cervantes, que participa en esa agrupación es Ossa de Montiel.

## Economía
La economía de la zona se basa principalmente en tareas agrícolas y ganaderas. 
En 2016 se barajó la posibilidad de realizar una explotación minera de monacita gris, aunque existe cierta oposición popular

## El Campo de Montiel cervantino: El Campo de Montiel en 'El Quijote'
En la famosa novela de Miguel de Cervantes aparecen cinco menciones explícitas más una indirecta al Campo de Montiel, las cuales dejan entender que el Campo de Montiel fue el principal escenario de las aventuras en la primera parte de "El Quijote" (1605), en especial del famoso episodio de los Molinos de Viento. La novela también sugiere que la aldea de don Quijote era una población muy cercana a los límites de esta comarca, o incluso situada dentro de ella. No obstante no hemos de confundir el 'Campo de Montiel histórico' con el 'Campo de Montiel literario o cervantino', ya que Cervantes en su Quijote de 1605 confundió el Campo de Montiel con todo el señorío de la Orden de Santiago en La Mancha (que se extendía desde Aranjuez hasta Sierra Morena, la 'sierra negra') debido a que el Campo de Montiel era la parte más famosa y conocida de este señorío en aquellos tiempos. En este 'Campo de Montiel Cervantino' se situarían poblaciones como El Toboso, Campo de Criptana con sus molinos o Quintanar de la Orden, muy mencionadas en la novela y próximas a la patria de don Quijote. Este error geográfico cometido en la edición de 1605, fue subsanado por el propio Cervantes en la parte de 1615 utilizando el plural "Campos de Montiel" y dejando claro que se encontraba fuera de esta comarca la población de El Toboso.
Las alusiones al campo de Montiel son las siguientes:
Primera Parte (1605)
1. "Don Quijote de la Mancha, de quien opinión, por todos los habitadores del distrito del Campo de Montiel fue el más casto enamorado y el más valiente caballero que muchos años a esta parte se vio en aquellos contornos” (Prólogo). 
2. "Y comenzó a caminar por el antiguo y conocido Campo de Montiel y era verdad que por él caminaba” (Cap. II). 
3. "Acertó don Quijote a tomar la misma derrota y camino, que él había tomado en su primer viaje, que fue por el Campo de Montiel” (al final Cap. VII). 
4. "En esto descubrieron treinta o cuarenta molinos de viento que hay en aquel campo" (al principio. cap. VIII)
5. "Pisó por ella (por Dulcinea) el uno y el otro lado de la gran sierra Negra y el famoso Campo de Montiel, hasta el herboso llano de Aranjuez” (Cap. LII).
Segunda Parte (1615)
6. "Y pongan los ojos en las que están por venir, que desde agora en el camino del Toboso comienzan, como las otras comenzaron en los Campos de Montiel” (Cap. VII).

## Asociaciones e Instituciones
- Centro de Estudios del Campo de Montiel: Desarrolla actividades y publicaciones para la investigación y difusión cultural en las comarcas históricas y geográficas del Campo de Montiel. También desde 2009 publica la Revista de Estudios del Campo de Montiel.
- Los 23 del Campo de Montiel: Los 23 del Campo de Montiel es un medio de prensa digital que difunde, informa y recopila información y noticias de interés de los 23 municipios que forman esta comarca, históricamente hablando, aunque también hablaremos de otros municipios...

El propósito y objetivo de esta web, es mantener informados a todos los campomontieleños y viajantes, de todo lo relacionado con el Campo de Montiel, y a su vez, de difundir la riqueza de esta tierra, cultura, tradiciones, gastronomía y sobre todo la amabilidad y simpatía de su gente. www.los23delcampodemontiel.com